# سرفيل منفوخ
السرفيل المنفوخ (الاسم العلمي: Physocaulis) هو جنس من النباتات يتبع الفصيلة الخيمية من رتبة الخيميات.

## الأنواع
- سرفيل دانا (الاسم العلمي:Physocaulis danaa)
- سرفيل ديناوي (الاسم العلمي:Physocaulis denaense)
- سرفيل منفوخ عقدي (الاسم العلمي:Physocaulis nodosus)
- سرفيل كوبتداغي (الاسم العلمي:Physocaulis kopetdaghense)

## وصلات خارجية
- صورة للسرفيل المنفوخ العقدي